# Rafał Listopad
Rafał Listopad (ur. 30 kwietnia 1978 w Warszawie) – polski montażysta i wykładowca.

## Życiorys
Ukończył kierunek Montaż w Szkole Filmowej w Łodzi. Pracę rozpoczął w 2001 roku przy etiudzie Weak End. Był dwukrotnie nominowany do Polskiej Nagrody Filmowej Orzeł, za filmy Katyń (2007) i Czarny czwartek. Janek Wiśniewski padł (2011), a w 2021 został jej laureatem, za film 25 lat niewinności. Sprawa Tomka Komendy (2020). Za montaż filmu Oda do radości (2005) otrzymał nagrodę na Koszalińskim Festiwalu Debiutów Filmowych „Młodzi i Film”.
Członek Polskiej Akademii Filmowej, Europejskiej Akademii Filmowej (EFA) oraz Polskiego Stowarzyszenia Montażystów (PSM). Wykładowca Szkoły Filmowej w Łodzi oraz Gdyńskiej Szkoły Filmowej. Tutor programu „Świat od świtu do zmierzchu”.
Ekspert Polskiego Instytutu Sztuki Filmowej w 2014 i 2015 roku.

## Filmografia
| Filmy fabularne - 2023: Doppelgänger. Sobowtór - 2022: Marzec '68 - 2022: Strzępy - 2020: 25 lat niewinności. Sprawa Tomka Komendy - 2019: Piłsudski - 2018: Odnajdę cię - 2017: Volta - 2017: Zgoda - 2016: Po prostu przyjaźń - 2015: Performer - 2014: Między nami dobrze jest - 2013: AmbaSSada - 2012: Bez wstydu - 2011: Czarny czwartek. Janek Wiśniewski padł - 2010: Maraton tańca - 2009: Miłość na wybiegu - 2007: Katyń - 2007: Środa, czwartek rano - 2006: Statyści |  | Krótkie fabuły i etiudy szkolne - 2013: Gry - 2010: Jutro mnie tu nie będzie - 2009: Street Feeling - 2006: Trójka do wzięcia - 2005: Melodramat - 2005: Oda do radości – część pt. Morze |  | Filmy dokumentalne - 2012: Abu Haraz - 2011: Moje zapiski z podziemia - 2011: Tokio od świtu do zmierzchu - 2010: Cudze listy - 2010: Inwentaryzacja - 2009: Kobieta poszukiwana - 2009: Miasto bez Boga - 2008: Poste restante - 2008: Czternaście dni. Prowokacja bydgoska - 2007: Wierszalin |  | Spektakle telewizyjne - 2014: (A)pollonia - 2013: Matka brata mojego syna - 2008: Tajny współpracownik |  |  |